# 上野勝
上野 勝（うえの まさる）は、日本の検察官、弁護士。東京高等検察庁公判部長を最後に退官し、上野法律事務所を設立して弁護士に転じた。

## 人物・経歴
秋田県南秋田郡土崎港町出身。1948年旧制秋田中学校（現秋田県立秋田高等学校）卒業。1960年一橋大学大学院法学研究科修士課程修了、法学修士。指導教官吉永榮助。1962年東京地方検察庁検事任官。日本航空123便墜落事故などを手掛け、前橋地方検察庁次席検事、静岡地方検察庁次席検事、東京高等検察庁公判部長を経て、1993年退官し、弁護士登録して新宿区に上野法律事務所を設立。2001年春の叙勲で勲三等旭日中綬章受章。

## 著作

### 著書
- 『女を守る法律講座 : 男で泣き寝入りしない』同朋舎 2001年
- 『こんなときどうなる「有罪」ＶＳ「無罪」―身の回りのトラブル一刀両断！！』日本文芸社 2002年
- 『アクシデント＆事故こんなときどうなる―賠償金額から読み解くトラブルの実態』日本文芸社 2003年
- 『あなた、それは有罪です！ : 十戦九勝の法律相談所』イーグルパブリシング 2004年
- 『金儲けの経済学おもてのカラクリウラのしくみ』（監修）日本文芸社 2004年
- 『金儲けの投資学 - 年収改革！元金０円で１０００万円稼ぐ驚愕テクニック』（監修）日本文芸社 2005年
- 『詐欺のカラクリ騙しのしくみ : これが騙しのテクニック』（監修）日本文芸社 2005年
- 『図解ケーススタディ&実例で覚えるよくわかる「個人情報保護法」』（監修）日本文芸社 2005年
- 『「詐欺師」のウラ手口 : あなたを狙う悪のカラクリ&テクニックを大公開！！』（監修）日本文芸社 2006年
- 『ミナミの帝王闇の経済学 : ゼニの法律裏のウラ』（監修）日本文芸社 2009年
- 『ミナミの帝王ゼニの雑学 : 儲けの秘訣とお金の罠』（監修）日本文芸社 2011年
- 『弁護士が教える絶対負けない反論術―すぐに使える切り返しの話法』日本文芸社 2012年
- 『北朝鮮秘密工作部隊の真実』（監修）オークラ出版 2014年

### 連載
- 「男と女のトラブル相談」東京スポーツ